# Brachycorythis pleistophylla
Brachycorythis pleistophylla är en orkidéart som beskrevs av Heinrich Gustav Reichenbach. Brachycorythis pleistophylla ingår i släktet Brachycorythis och familjen orkidéer.

## Underarter
Arten delas in i följande underarter:
- B. p. leopoldii
- B. p. pleistophylla